# Любовь — огромная страна
«Любовь — огромная страна» — студийный альбом советского ВИА «Весёлые ребята», выпущенный фирмой «Мелодия» в 1974 году. Первый диск-гигант ансамбля.
В 2014 году радиостанция «Серебряный дождь» включила альбом в свой список 50 культовых пластинок фирмы «Мелодия».

## Об альбоме
По воспоминаниям Анатолия Алёшина, фонограммы песен «Вечная весна» и «Это Москва» были записаны не «Весёлыми ребятами», так как их в готовом виде принёс Давид Тухманов, в результате чего они «несколько выпадают из общего контекста, но на тот момент важнее был сам факт выхода альбома». Композиция «Отчего» первоначально имела другие слова и называлась «Двенадцать месяцев». На конверте альбома отсутствует фотография В. Полонского (покинувшего коллектив в сентябре 1974 года); вместо него изображён пришедший на замену Борис Баграчёв (гр. «Аракс»).
В аннотации к пластинке народный артист РСФСР, лауреат Государственной премии СССР, композитор Юрий Левитин отмечал «хороший вкус, профессионализм, строгую требовательность в отборе репертуара художественного руководителя ансамбля Павла Слободкина». Впоследствии альбом был признан критиками одним из лучших альбомов советской эстрады.
В 2009-м году (к 35-летию пластинки) альбом был переиздан на компакт-диске компанией «Bomba Music» в том варианте песен, который руководитель ансамбля Павел Слободкин собирался включить в пластинку изначально; в расширенное издание вошли песни с миниальбомов того же периода. Отсутствие песни «Отчего» обусловлено запретом её автора — Юрия Антонова. Давид Тухманов в 2007 году выпустил сборник «Любовь — дитя планеты», в который вошли все его песни, записанные «Весёлыми ребятами».

## Список композиций
| №  | Название                   | Текст песни             | Музыка       | Длительность |
| -- | -------------------------- | ----------------------- | ------------ | ------------ |
| 1. | «Любовь — огромная страна» | Л. Дербенёв             | Б. Рычков    |              |
| 2. | «Я к тебе не подойду»      | И. Шаферан, Л. Дербенёв | Д. Тухманов  |              |
| 3. | «Отчего»                   | Т. Сашко                | Ю. Антонов   |              |
| 4. | «Вечная весна»             | И. Шаферан              | Д. Тухманов  |              |
| 5. | «Что такого»               | Л. Дербенёв             | П. Слободкин |              |
| 6. | «Это Москва»               | И. Шаферан, Л. Дербенёв | Д. Тухманов  |              |

| №  | Название         | Текст песни  | Музыка       | Длительность |
| -- | ---------------- | ------------ | ------------ | ------------ |
| 1. | «Наша песня»     | М. Танич     | В. Гамалия   |              |
| 2. | «Качели»         | Л. Дербенёв  | С. Дьячков   |              |
| 3. | «А мне-то зачем» | Л. Дербенёв  | П. Слободкин |              |
| 4. | «Скорый поезд»   | В. Харитонов | Д. Тухманов  |              |
| 5. | «Всегда вдали»   | Л. Дербенёв  | Е. Адлер     |              |

| №                   | Название                         | Длительность |
| ------------------- | -------------------------------- | ------------ |
| 1.                  | «Любовь - огромная страна»       | 2:47         |
| 2.                  | «Чернобровая дивчина»            | 3:38         |
| 3.                  | «Песня, моя песня»               | 3:03         |
| 4.                  | «Я к тебе не подойду»            | 4:04         |
| 5.                  | «На земле живёт любовь»          | 3:41         |
| 6.                  | «Варшавский дождь»               | 2:50         |
| 7.                  | «Качели»                         | 5:10         |
| 8.                  | «Скорый поезд»                   | 3:49         |
| 9.                  | «Когда молчим вдвоём»            | 4:34         |
| 10.                 | «Наша песня»                     | 3:22         |
| 11.                 | «Всегда вдали»                   | 4:30         |
| 12.                 | «Любовь - дитя планеты»          | 3:26         |
| 13.                 | «Васильки» (бонус)               | 3:04         |
| 14.                 | «Рыбацкая песня» (бонус)         | 2:33         |
| 15.                 | «Что со мной ты сделала» (бонус) | 3:01         |
| 16.                 | «Страдание» (бонус)              | 2:48         |
| 17.                 | «Была любовь» (бонус)            | 2:55         |
| 18.                 | «Что такого» (бонус)             | 3:32         |
| 19.                 | «Пойду ль, выйду ль я» (бонус)   | 3:03         |
| 20.                 | «Нам не по душе покой» (бонус)   | 3:27         |
| Общая длительность: | Общая длительность:              | 69:52        |

## Участники записи
- Александр Лерман — вокал
- Алексей Пузырёв — вокал, гитара
- Владимир Сахаров — вокал
- Вячеслав Малежик — вокал
- Анатолий Алёшин — вокал
- Александр Барыкин — вокал
- Валерий Хабазин — гитара
- Игорь Дегтярюк — гитара
- Евгений Казанцев — бас-гитара
- Владимир Избойников — труба
- Андрей Русанов — альт-саксофон, флейта
- Александр Буйнов — клавишные
- Геннадий Макеев — фортепиано
- Павел Слободкин — рояль, художественный руководитель
- Владимир Полонский — ударные